# Tatochila stigmadice
Tatochila stigmadice är en fjärilsart som först beskrevs av Otto Staudinger 1894.  Tatochila stigmadice ingår i släktet Tatochila och familjen vitfjärilar. Inga underarter finns listade i Catalogue of Life.